# Memoriał Alfreda Smoczyka 1956
VI Memoriał Alfreda Smoczyka odbył się 19 sierpnia 1956 r. Zwyciężył rawicki żużlowiec Florian Kapała.

## Wyniki
- 19 sierpnia 1956 r. (niedziela), Stadion im. Alfreda Smoczyka (Leszno)

| Msc. | Zawodnik                 | Klub               | Pkt |             |  |
| ---- | ------------------------ | ------------------ | --- | ----------- |  |
| 1    | (8) Florian Kapała       | Kolejarz Rawicz    | 15  | (3,3,3,3,3) |  |
| 2    | (4) Stanisław Tkocz      | Górnik Rybnik      | 13  | (3,2,2,3,3) |  |
| 3    | (12) Edward Kupczyński   | Ślęza Wrocław      | 12  | (3,1,3,3,2) |  |
| 4    | (15) Jan Malinowski      | Gwardia Bydgoszcz  | 11  | (2,3,2,2,2) |  |
| 5    | (6) Joachim Maj          | Górnik Rybnik      | 11  | (2,2,2,3,2) |  |
| 6    | (16) Eugeniusz Nazimek   | Stal Rzeszów       | 9   | (0,0,3,3,3) |  |
| 7    | (7) Janusz Suchecki      | Budowlani Warszawa | 8   | (1,2,1,1,3) |  |
| 8    | (9) Andrzej Krzesiński   | Legia Warszawa     | 7   | (2,3,2,0,u) |  |
| 9    | (14) Tadeusz Teodorowicz | Ślęza Wrocław      | 7   | (1,3,1,u,2) |  |
| 10   | (10) Rajmund Świtała     | Gwardia Bydgoszcz  | 6   | (1,1,1,2,1) |  |
| 11   | (13) Kazimierz Bentke    | Stal Ostrów Wlkp.  | 5   | (3,u,d,1,1) |  |
| 12   | (11) Marian Spychała     | Kolejarz Rawicz    | 4   | (0,0,2,2,0) |  |
| 13   | (1) Marian Jankowski     | Stal Ostrów Wlkp.  | 4   | (2,2,0,u,-) |  |
| 14   | (5) Mieczysław Połukard  | Gwardia Bydgoszcz  | 2   | (0,1,0,0,1) |  |
| 15   | (3) Henryk Żyto          | Unia Leszno        | 2   | (d,1,u,1,0) |  |
| 16   | (2) Jerzy Błoch          | Ślęza Wrocław      | 2   | (1,0,1,u,-) |  |
|      | (R1) Zbigniew Flegel     | Unia Leszno        | 0   | (0)         |  |
|      | (R2) Zdzisław Waliński   | Unia Leszno        | 0   | (d)         |  |